# Heathen
Heathen je američki thrash metal sastav iz San Francisca-Bay Area.

## Povijest sastava

### Prvo razdoblje (1984. – 1992.)
Heathen je oformljen 1984. godine. Sastav su osnovali gitarist Lee Altus i bubnjar Carl Sacco (bivši član sastava Metal Church), Njima se pridružio pjevač Sam Kress i gitarist Jim Sanguinetti. Nedugo nakon njihovog prvog nastupa 1985. godine, Sam Kress i Jim Sanguinetti su napustili sastav, a umjesto njih su došli David Godfrey i Doug Piercy te basist Eric Wong. Ova postava je debitirala početkom 1986. godine i uskoro su postali prepoznatljivi na području Bay Area. 
Heathen je 1986. godine izdao demo "Pray for death", koji im je 1987. godine priskrbio ugovor s izdavačkom kućom Combat Records. Nedugo nako toga sastav je napustio Eric Wong i istog je zamijenio Mike "Yaz" Jastremski.
Heathen-ov debi album Breaking the Silence je izdan 1987. godine. Isti je dobro primljen od publike i kritike i sadržavao je jedan hit singl - obradu hita grupe Sweet "Set Me Free". Pjesma je emitirana na radio postajama, a snimljen je i video spot za MTV. 
1988. godine Carl Sacco je napustio sastav i zamijenio ga je Darren Minter, a nedugo zatim isto je učinio i Mike Jastremski kojeg je u razdoblju od 1988. – 1991. mijenjalo nekoliko glazbenika. 1989. David Godfrey je napustio sastav, da bi se vratio natrag tijekom 1990. godine, ovog puta s novim prezimenom - White.
1991. godine izdaju svoj drugi album Victims of Deception, za izdavačku kuću Roadrunner Records. Ovaj album je bio tehnički mnogo napredniji od prethodnog, no usprkos sjajnim kritikama nije polučio komercijalni uspjeh kakvog je imao Breaking The Silence'. Obrada pjesme "Kill the King", grupe "Rainbow" i vlastita "Prisoners of Fate" su izdane kao singlovi, ali nisu zapaženije puštane na rock radio postajama.
Te godine sastav je pronašao stalnog basistu Randy Laire-a s kojim su otišli na turneju, dok isti nije poguinuo u prometnoj nesreći. Istog je zamijenio Jason Viebrooks. Doug Piercy je napustio sastav 1992. godine i njega je zamijenio Ira Black, no nedugo potom sastav je prestao s radom.

### Povratak
2001. godine Heathen se ponovo okupio tako što su David White, Lee Altus, Ira Black, Mike Jastremski i Darren Minter pristali odsvirati na koncertu pod nazivom Thrash of the Titans, koji je organiziran kako bi se pomoglo vokalistu sastava Testament Chuck Billy-ju i sastava Death Chuck Schuldiner-u koji su bolovali od tumora. Koncert je polučio veliki uspjeh i sastav je nastavio s radom, no 2004. Mike "Yaz" Jastremski je ponovo napustio sastav. Zamijenio ga je Jon Torres. EP Recovered je izdan 2004. godine za "Relentless Metal Records" i sadržavao je ponovo snimljene stare materijale i obrade. Novi demo je izdan tijekom kolovoza 2005. godine i sadržavao je tri nove pjesme.
2005. godine Lee Altus se pridružio sastavu Exodus, ali je u isto vrijeme ostao član Heathen-a. Novi album The Evolution of Chaos je izdan za diskografsku kuću King Records u Japanu 23. prosinca 2009. godine, te za "Mascot Records" u Europi 25. siječnja 2010. godine, a u SAD-u u veljači 2010. godine.

## Članovi sastava
Trenutačna postava
- David White  - vokal (1985. – 1989./1989. – 1992./2001.–)
- Lee Altus - prva i ritam gitara (1984. – 1992./2001-.)
- Kragen Lum - prva gitara (2007.–)
- Jon Torres- bas-gitara (2002.–)
- Darren Minter - bubnjevi (1988. – 1992./2001. – 2007./2008.–)

- @ Hellfest 2013
- David Godfrey White
- Lee Altus & Jason Vie Brooks
- Kragen Lum
- Jon Dette

Bivši članovi
Vokal
- Sam Kress (1984.) (Preminuo)

Gitaristi
- Jim Sanguinetti (1984.)
- Doug Piercy (1985. – 1992.)
- Sven Soderlund (1992.)
- Ira Black (1992./2001. – 2004.)
- Terry Lauderdale (2005. – 2007.)

Basisti
- Eric Wong (1985.)
- Mike "Yaz" Jastremski (1986. – 1988./2001. – 2002.) (Preminuo)
- Manny Bravo (1989.)
- Vern McElroy (1989. – 1990.)
- Marc Biedermann (1990. – 1991.)
- Randy Laire (1991. – 1992.) (Preminuo)
- Jason Viebrookes (1992.)

Bubnjari
- Carl Sacco (1984. – 1988.)
- Mark Hernandez (2007.)

## Diskografija
- 1986. - Pray for Death (Demo)
- 1987. - Breaking the Silence
- 1991. - Victims of Deception
- 2004. - Recovered EP
- 2009. - The Evolution of Chaos
- 2020. - Empire of the Blind

## Vanjske poveznice
- Heathen na Myspace
- Allmusic Entry